# اهنجت
اهنجت روستایی از توابع بخش ریز شهرستان جم استان بوشهر در جنوب ایران.
این روستا در دهستان انارستان قرار دارد و بر اساس سرشماری سال ۱۳۸۵ جمعیت آن ۲۵ نفر بوده است.